# Bélgica en la Eurocopa 2020
La Selección de fútbol de Bélgica fue uno de los 24 países participantes en la Eurocopa 2020, por primera vez el torneo no tuvo sede fija. Originalmente se iba a disputar en 2020; sin embargo, el torneo se pospuso hasta 2021 debido a la pandemia de COVID-19.  Se realizó entre el 11 de junio y el 11 de julio de 2021.

## Clasificación
Bélgica obtuvo la clasificación para el torneo continental como primera del grupo I por delante de selecciones como Rusia, Escocia, Chipre, Kazajistán y San Marino.
| Equipo     | Pts | PJ | PG | PE | PP | GF | GC | Dif |
| ---------- | --- | -- | -- | -- | -- | -- | -- | --- |
| Bélgica    | 30  | 10 | 10 | 0  | 0  | 40 | 3  | +37 |
| Rusia      | 24  | 10 | 8  | 0  | 2  | 33 | 8  | +25 |
| Escocia    | 15  | 10 | 5  | 0  | 5  | 16 | 19 | -3  |
| Chipre     | 10  | 10 | 3  | 1  | 6  | 15 | 20 | -5  |
| Kazajistán | 10  | 10 | 3  | 1  | 6  | 13 | 17 | -4  |
| San Marino | 0   | 10 | 0  | 0  | 10 | 1  | 51 | -50 |

### Partidos
| Fecha                   | Ciudad          | Jornada |            |                       | Resultado |                       |            |
| ----------------------- | --------------- | ------- | ---------- | --------------------- | --------- | --------------------- | ---------- |
| 21 de marzo de 2019     | Bruselas        | 1       | Bélgica    | Bandera de Bélgica    | 3:1 (2:1) | Bandera de Rusia      | Rusia      |
| 24 de marzo de 2019     | Nicosia         | 2       | Chipre     | Bandera de Chipre     | 0:2 (0:2) | Bandera de Bélgica    | Bélgica    |
| 8 de junio de 2019      | Bruselas        | 3       | Bélgica    | Bandera de Bélgica    | 3:0 (2:0) | Bandera de Kazajistán | Kazajistán |
| 11 de junio de 2019     | Bruselas        | 4       | Bélgica    | Bandera de Bélgica    | 3:0 (1:0) | Bandera de Escocia    | Escocia    |
| 6 de septiembre de 2019 | Serravalle      | 5       | San Marino | Bandera de San Marino | 0:4 (0:1) | Bandera de Bélgica    | Bélgica    |
| 9 de septiembre de 2019 | Glasgow         | 6       | Escocia    | Bandera de Escocia    | 0:4 (0:3) | Bandera de Bélgica    | Bélgica    |
| 10 de octubre de 2019   | Bruselas        | 7       | Bélgica    | Bandera de Bélgica    | 9:0 (6:0) | Bandera de San Marino | San Marino |
| 13 de octubre de 2019   | Astaná          | 8       | Kazajistán | Bandera de Kazajistán | 0:2 (0:1) | Bandera de Bélgica    | Bélgica    |
| 16 de noviembre de 2019 | San Petersburgo | 9       | Rusia      | Bandera de Rusia      | 1:4 (0:3) | Bandera de Bélgica    | Bélgica    |
| 19 de octubre de 2019   | Bruselas        | 10      | Bélgica    | Bandera de Bélgica    | 6:1 (4:1) | Bandera de Chipre     | Chipre     |

#### Bélgica vs. Rusia
| 21 de marzo de 2019 | Bélgica                        | 3:1 (2:1) | Rusia         | Estadio Rey Balduino, Bruselas                             |                                                            |
| 20:45 (UTC+1)       | Tielemans 14' · Hazard 45' 88' | Reporte   | 16' Cheryshev | Asistencia: 34 245 espectadores Árbitro(s): Ovidiu Haţegan | Asistencia: 34 245 espectadores Árbitro(s): Ovidiu Haţegan |

| Uniformes | Uniformes |
| --------- | --------- |
|           |           |

#### Chipre vs. Bélgica
| 24 de marzo de 2019 | Chipre | 0:2 (0:2) | Bélgica                    | Estadio GSP, Nicosia                                        |                                                             |
| 21:45 (UTC+2)       |        | Reporte   | 10' Hazard · 18' Batshuayi | Asistencia: 8728 espectadores Árbitro(s): François Letexier | Asistencia: 8728 espectadores Árbitro(s): François Letexier |

| Uniformes | Uniformes |
| --------- | --------- |
|           |           |

#### Bélgica vs. Kazakhstan
| 8 de junio de 2019 | Bélgica                                   | 3:0 (2:0) | Kazajistán | Estadio Rey Balduino, Bruselas                           |                                                          |
| 20:45 (UTC+1)      | - Mertens 11' - Castagne 14' - Lukaku 50' | Reporte   |            | Asistencia: 37 155 espectadores Árbitro(s): Irfan Peljto | Asistencia: 37 155 espectadores Árbitro(s): Irfan Peljto |

| Uniformes | Uniformes |
| --------- | --------- |
|           |           |

#### Bélgica vs. Escocia
| 11 de junio de 2019 | Bélgica                              | 3:0 (1:0) | Escocia | Estadio Rey Balduino, Bruselas                             |                                                            |
| 20:45 (UTC+1)       | - Lukaku 45+1' 57' - De Bruyne 90+2' | Reporte   |         | Asistencia: 32 482 espectadores Árbitro(s): Petr Ardeleanu | Asistencia: 32 482 espectadores Árbitro(s): Petr Ardeleanu |

| Uniformes | Uniformes |
| --------- | --------- |
|           |           |

#### San Marino vs. Bélgica
| 6 de septiembre de 2019 | San Marino | 0:4 (0:1) | Bélgica                                                      | Estadio Olímpico, Serravalle                             |                                                          |
| 20:45 (UTC+1)           |            | Reporte   | - 43' Batshuayi - 57' Mertens - 63' Chadli - 90+3' Batshuayi | Asistencia: 2523 espectadores Árbitro(s): Horatiu Fesnic | Asistencia: 2523 espectadores Árbitro(s): Horatiu Fesnic |

| Uniformes | Uniformes |
| --------- | --------- |
|           |           |

#### Escocia vs. Bélgica
| 9 de septiembre de 2019 | Escocia | 0:4 (0:3) | Bélgica                                                        | Hampden Park, Glasgow                                 |                                                       |
| 19:45 (UTC+1)           |         | Reporte   | - 9' Lukaku - 24' Vermaelen - 32' Alderweireld - 82' De Bruyne | Asistencia: 25 524 espectadores Árbitro(s): Paweł Gil | Asistencia: 25 524 espectadores Árbitro(s): Paweł Gil |

| Uniformes | Uniformes |
| --------- | --------- |
|           |           |

#### Bélgica vs. San Marino
| 10 de octubre de 2019 | Bélgica | 9:0 (6:0) | San Marino | Estadio Rey Balduino, Bruselas                                    |                                                                   |
| 20:45 (UTC+1)         | - Lukaku 28' 41' - Chadli 31' - Brolli 35' - Grandoni 43' - Tielemans 45+1' - Benteke 79' - Verschaeren 84' - Castagne 90' | Reporte   |            | Asistencia: 34.504 espectadores Árbitro(s): Anastasios Papapetrou | Asistencia: 34.504 espectadores Árbitro(s): Anastasios Papapetrou |

| Uniformes | Uniformes |
| --------- | --------- |
|           |           |

#### Kazajistán vs. Bélgica
| 13 de octubre de 2019 | Kazajistán | 0:2 (0:1) | Bélgica                       | Astana Arena, Astana                                          |                                                               |
| 19:00 (UTC+6)         |            | Reporte   | - 21' Batshuayi - 53' Meunier | Asistencia: 26.801 espectadores Árbitro(s): Gediminas Mažeika | Asistencia: 26.801 espectadores Árbitro(s): Gediminas Mažeika |

| Uniformes | Uniformes |
| --------- | --------- |
|           |           |

#### Rusia vs. Bélgica
| 16 de noviembre de 2019 | Rusia         | 1:4 (0:3) | Bélgica                                          | Estadio Krestovski, San Petersburgo                           |                                                               |
| 20:00 (UTC+3)           | - Dzhikia 79' | Reporte   | - 19' T. Hazard - 33' 40' E. Hazard - 72' Lukaku | Asistencia: 53.317 espectadores Árbitro(s): Artur Soares Dias | Asistencia: 53.317 espectadores Árbitro(s): Artur Soares Dias |

| Uniformes | Uniformes |
| --------- | --------- |
|           |           |

#### Bélgica vs. Chipre
| 19 de noviembre de 2019 | Bélgica                                                                 | 6:1 (4:1) | Chipre        | Estadio Rey Balduino, Bruselas                               |                                                              |
| 20:45 (UTC+1)           | - Benteke 16' 67' - De Bruyne 35' 41' - Carrasco 44' - Christoforou 51' | Reporte   | - 14' Ioannou | Asistencia: 40.568 espectadores Árbitro(s): Jørgen Burchardt | Asistencia: 40.568 espectadores Árbitro(s): Jørgen Burchardt |

| Uniformes | Uniformes |
| --------- | --------- |
|           |           |

## Preparación

### Partidos
| Fecha                   | Ciudad     | Instancia        |                 |                            | Resultado |                            |                 |
| ----------------------- | ---------- | ---------------- | --------------- | -------------------------- | --------- | -------------------------- | --------------- |
| 5 de septiembre de 2020 | Copenhague | Liga de Naciones | Dinamarca       | Bandera de Dinamarca       | 0:2 (0:1) | Bandera de Bélgica         | Bélgica         |
| 8 de septiembre de 2020 | Bruselas   | Liga de Naciones | Bélgica         | Bandera de Bélgica         | 5:0 (2:1) | Bandera de Islandia        | Islandia        |
| 8 de octubre de 2020    | Bruselas   | Amistoso         | Bélgica         | Bandera de Bélgica         | 1:1 (0:0) | Bandera de Costa de Marfil | Costa de Marfil |
| 11 de octubre de 2020   | Londres    | Liga de Naciones | Inglaterra      | Bandera de Inglaterra      | 2:1 (1:1) | Bandera de Bélgica         | Bélgica         |
| 14 de octubre de 2020   | Reikiavik  | Liga de Naciones | Islandia        | Bandera de Islandia        | 1:2 (1:2) | Bandera de Bélgica         | Bélgica         |
| 11 de noviembre de 2020 | Lovaina    | Amistoso         | Bélgica         | Bandera de Bélgica         | 2:1 (0:1) | Bandera de Suiza           | Suiza           |
| 15 de noviembre de 2020 | Lovaina    | Liga de Naciones | Bélgica         | Bandera de Bélgica         | 2:0 (2:0) | Bandera de Inglaterra      | Inglaterra      |
| 18 de noviembre de 2020 | Lovaina    | Liga de Naciones | Bélgica         | Bandera de Bélgica         | 4:2 (1:1) | Bandera de Dinamarca       | Dinamarca       |
| 24 de marzo de 2021     | Lovaina    | Eliminatorias    | Bélgica         | Bandera de Bélgica         | 3:1 (2:1) | Bandera de Gales           | Gales           |
| 27 de marzo de 2021     | Praga      | Eliminatorias    | República Checa | Bandera de República Checa | 1:1 (0:0) | Bandera de Bélgica         | Bélgica         |
| 30 de marzo de 2021     | Lovaina    | Eliminatorias    | Bélgica         | Bandera de Bélgica         | 8:0 (4:0) | Bandera de Bielorrusia     | Bielorrusia     |
| 3 de junio de 2021      | Bruselas   | Amistoso         | Bélgica         | Bandera de Bélgica         | 1:1 (1:0) | Bandera de Grecia          | Grecia          |
| 6 de junio de 2021      | Bruselas   | Amistoso         | Bélgica         | Bandera de Bélgica         | 1:0 (1:0) | Bandera de Croacia         | Croacia         |

#### Partidos Oficiales
| 5 de septiembre de 2020 | Dinamarca | 0:2 (0:1) | Bélgica                    | Parken Stadion, Copenhague                            |                                                       |
|                         |           | Reporte   | - Denayer 9' - Mertens 77' | Asistencia: 0 espectadores Árbitro(s): Sandro Schärer | Asistencia: 0 espectadores Árbitro(s): Sandro Schärer |

| Uniformes | Uniformes |
| --------- | --------- |
|           |           |

| 8 de septiembre de 2020 | Bélgica                                                   | 5:1 (2:1) | Islandia          | Estadio Rey Balduino, Bruselas                          |                                                         |
|                         | - Witsel 13' - Batshuayi 17' 69' - Mertens 50' - Doku 80' | Reporte   | - Friðjónsson 11' | Asistencia: 0 espectadores Árbitro(s): Paweł Raczkowski | Asistencia: 0 espectadores Árbitro(s): Paweł Raczkowski |

| Uniformes | Uniformes |
| --------- | --------- |
|           |           |

| 11 de octubre de 2020 | Inglaterra                        | 2:1 (1:1) | Bélgica             | Estadio de Wembley, Londres                           |                                                       |
|                       | - Rashford 39' (pen.) - Mount 65' | Reporte   | - Lukaku 16' (pen.) | Asistencia: 0 espectadores Árbitro(s): Tobias Stieler | Asistencia: 0 espectadores Árbitro(s): Tobias Stieler |

| Uniformes | Uniformes |
| --------- | --------- |
|           |           |

| 14 de octubre de 2020 | Islandia        | 1:2 (1:2) | Bélgica                | Laugardalsvöllur, Reikiavik                            |                                                        |
|                       | - Sævarsson 17' | Reporte   | - Lukaku 9' 38' (pen.) | Asistencia: 60 espectadores Árbitro(s): Vitali Meshkov | Asistencia: 60 espectadores Árbitro(s): Vitali Meshkov |

| Uniformes | Uniformes |
| --------- | --------- |
|           |           |

| 15 de noviembre de 2020 | Bélgica                       | 2:0 (2:0) | Inglaterra | Den Dreef, Lovaina                                    |                                                       |
|                         | - Tielemans 10' - Mertens 24' | Reporte   |            | Asistencia: 0 espectadores Árbitro(s): Danny Makkelie | Asistencia: 0 espectadores Árbitro(s): Danny Makkelie |

| Uniformes | Uniformes |
| --------- | --------- |
|           |           |

| 18 de noviembre de 2020 | Bélgica                                         | 4:2 (1:1) | Dinamarca               | Den Dreef, Lovaina                                   |                                                      |
|                         | - Tielemans 3' - Lukaku 57' 69' - De Bruyne 87' | Reporte   | - Wind 17' - Chadli 86' | Asistencia: 0 espectadores Árbitro(s): Slavko Vinčić | Asistencia: 0 espectadores Árbitro(s): Slavko Vinčić |

| Uniformes | Uniformes |
| --------- | --------- |
|           |           |

| 24 de marzo de 2021 | Bélgica                                             | 3:1 (2:1)                 | Gales        | Den Dreef, Lovaina                                  |                                                     |
|                     | - De Bruyne 22' - T. Hazard 28' - Lukaku 73' (pen.) | FIFA Reporte UEFA Reporte | - Wilson 10' | Asistencia: 0 espectadores Árbitro(s): Cüneyt Çakır | Asistencia: 0 espectadores Árbitro(s): Cüneyt Çakır |

| Uniformes | Uniformes |
| --------- | --------- |
|           |           |

| 27 de marzo de 2021 | República Checa | 1:1 (0:0)                 | Bélgica      | Eden Arena, Praga                                     |                                                       |
|                     | - Provod 50'    | FIFA Reporte UEFA Reporte | - Lukaku 60' | Asistencia: 0 espectadores Árbitro(s): William Collum | Asistencia: 0 espectadores Árbitro(s): William Collum |

| Uniformes | Uniformes |
| --------- | --------- |
|           |           |

| 30 de marzo de 2021 | Bélgica                                                                                   | 8:0 (4:0)                 | Bielorrusia | Den Dreef, Lovaina                                    |                                                       |
|                     | - Batshuayi 14' - Vanaken 17' 89' - Trossard 38' 74' - Doku 42' - Praet 49' - Benteke 70' | FIFA Reporte UEFA Reporte |             | Asistencia: 0 espectadores Árbitro(s): Donatas Rumšas | Asistencia: 0 espectadores Árbitro(s): Donatas Rumšas |

| Uniformes | Uniformes |
| --------- | --------- |
|           |           |

#### Amistosos previos
| 8 de octubre de 2020 | Bélgica         | 1:1 (0:0) | Costa de Marfil     | Estadio Rey Balduino, Bruselas                              |                                                             |
|                      | - Batshuayi 53' | Reporte   | - Kessié 87' (pen.) | Asistencia: 7 000 espectadores Árbitro(s): Serdar Gözübüyük | Asistencia: 7 000 espectadores Árbitro(s): Serdar Gözübüyük |

| Uniformes | Uniformes |
| --------- | --------- |
|           |           |

| 11 de noviembre de 2020 | Bélgica             | 2:1 (0:1) | Suiza         | Den Dreef, Lovaina                                    |                                                       |
|                         | - Batshuayi 49' 70' | Reporte   | - Mehmedi 12' | Asistencia: 0 espectadores Árbitro(s): Jérôme Brisard | Asistencia: 0 espectadores Árbitro(s): Jérôme Brisard |

| Uniformes | Uniformes |
| --------- | --------- |
|           |           |

| 3 de junio de 2021 | Bélgica      | 1:1 (1:0) | Grecia         | Estadio Rey Balduino, Bruselas                         |                                                        |
|                    | - Hazard 20' |           | - Tzavelas 66' | Asistencia: 0 espectadores Árbitro(s): Fábio Veríssimo | Asistencia: 0 espectadores Árbitro(s): Fábio Veríssimo |

| Uniformes | Uniformes |
| --------- | --------- |
|           |           |

| 6 de junio de 2021 | Bélgica      | 1:0 (1:0) | Croacia | Estadio Rey Balduino, Bruselas                       |                                                      |
|                    | - Lukaku 38' | Reporte   |         | Asistencia: 0 espectadores Árbitro(s): Deniz Aytekin | Asistencia: 0 espectadores Árbitro(s): Deniz Aytekin |

| Uniformes | Uniformes |
| --------- | --------- |
|           |           |

## Torneo
Se anunció el equipo el 17 de mayo de 2021.
| No. | Pos. | Jugador            | Fecha de nacimiento (edad)         | Apa. | Goles | Club                    |
| --- | ---- | ------------------ | ---------------------------------- | ---- | ----- | ----------------------- |
| 1   | POR  | Thibaut Courtois   | 11 de mayo de 1992 (29 años)       | 83   | 0     | Real Madrid             |
| 2   | DEF  | Toby Alderweireld  | 2 de marzo de 1989 (32 años)       | 107  | 5     | Tottenham Hotspur       |
| 3   | DEF  | Thomas Vermaelen   | 14 de noviembre de 1985 (35 años)  | 79   | 2     | Vissel Kobe             |
| 4   | DEF  | Jason Denayer      | 28 de junio de 1995 (25 años)      | 23   | 1     | Lyon                    |
| 5   | DEF  | Jan Vertonghen     | 24 de abril de 1987 (34 años)      | 126  | 9     | Benfica                 |
| 6   | MED  | Axel Witsel        | 12 de enero de 1989 (32 años)      | 110  | 10    | Borussia Dortmund       |
| 7   | MED  | Kevin De Bruyne    | 28 de junio de 1991 (29 años)      | 80   | 21    | Manchester City         |
| 8   | MED  | Youri Tielemans    | 7 de mayo de 1997 (24 años)        | 37   | 4     | Leicester City          |
| 9   | DEL  | Romelu Lukaku      | 13 de mayo de 1993 (28 años)       | 91   | 59    | Internazionale          |
| 10  | DEL  | Eden Hazard        | 7 de enero de 1991 (30 años)       | 106  | 32    | Real Madrid             |
| 11  | MED  | Yannick Carrasco   | 4 de septiembre de 1993 (27 años)  | 44   | 6     | Atlético Madrid         |
| 12  | POR  | Simon Mignolet     | 6 de marzo de 1988 (33 años)       | 30   | 0     | Club Brugge             |
| 13  | POR  | Matz Sels          | 26 de febrero de 1992 (29 años)    | 0    | 0     | Strasbourg              |
| 14  | DEL  | Dries Mertens      | 6 de mayo de 1987 (34 años)        | 96   | 21    | Napoli                  |
| 15  | DEF  | Thomas Meunier     | 12 de septiembre de 1991 (29 años) | 46   | 7     | Borussia Dortmund       |
| 16  | MED  | Thorgan Hazard     | 29 de marzo de 1993 (28 años)      | 33   | 5     | Borussia Dortmund       |
| 17  | MED  | Hans Vanaken       | 24 de agosto de 1992 (28 años)     | 9    | 2     | Club Brugge             |
| 18  | DEF  | Leander Dendoncker | 15 de abril de 1995 (26 años)      | 15   | 0     | Wolverhampton Wanderers |
| 19  | MED  | Dennis Praet       | 14 de mayo de 1994 (27 años)       | 10   | 1     | Leicester City          |
| 20  | DEL  | Christian Benteke  | 3 de diciembre de 1990 (30 años)   | 39   | 16    | Crystal Palace          |
| 21  | DEF  | Timothy Castagne   | 5 de diciembre de 1995 (25 años)   | 13   | 2     | Leicester City          |
| 22  | MED  | Nacer Chadli       | 2 de agosto de 1989 (31 años)      | 62   | 8     | İstanbul Başakşehir     |
| 23  | DEL  | Michy Batshuayi    | 2 de octubre de 1993 (27 años)     | 33   | 22    | Crystal Palace          |
| 24  | DEL  | Leandro Trossard   | 4 de diciembre de 1994 (26 años)   | 6    | 2     | Brighton & Hove Albion  |
| 25  | DEF  | Dedryck Boyata     | 28 de noviembre de 1990 (30 años)  | 22   | 0     | Hertha BSC              |
| 26  | DEL  | Jérémy Doku        | 27 de mayo de 2002 (19 años)       | 6    | 2     | Rennes                  |

## Participación

### Partidos
| Fecha       | Ciudad          | Instancia        |           |                      | Resultado |                     |          |
| ----------- | --------------- | ---------------- | --------- | -------------------- | --------- | ------------------- | -------- |
| 12 de junio | San Petersburgo | Fase de grupos   | Bélgica   | Bandera de Bélgica   | 3:0 (2:0) | Bandera de Rusia    | Rusia    |
| 17 de junio | Copenhague      | Fase de grupos   | Dinamarca | Bandera de Dinamarca | 1:2 (1:0) | Bandera de Bélgica  | Bélgica  |
| 21 de junio | San Petersburgo | Fase de grupos   | Finlandia | Bandera de Finlandia | 0:2 (0:0) | Bandera de Bélgica  | Bélgica  |
| 27 de junio | Sevilla         | Octavos de final | Bélgica   | Bandera de Bélgica   | 1:0 (1:0) | Bandera de Portugal | Portugal |
| 2 de julio  | Múnich          | Cuartos de final | Bélgica   | Bandera de Bélgica   | 1:2 (1:2) | Bandera de Italia   | Italia   |

### Grupo B
| Selección | Pts | PJ | PG | PE | PP | GF | GC | Dif |
| --------- | --- | -- | -- | -- | -- | -- | -- | --- |
| Bélgica   | 9   | 3  | 3  | 0  | 0  | 7  | 1  | +6  |
| Dinamarca | 3   | 3  | 1  | 0  | 2  | 5  | 4  | +1  |
| Finlandia | 3   | 2  | 1  | 0  | 2  | 1  | 3  | −2  |
| Rusia     | 3   | 3  | 1  | 0  | 2  | 2  | 7  | −5  |

|  | Clasificados a los Octavos de final. |

#### Bélgica vs. Rusia
| 12 de junio de 2021, 21:00 | Bélgica                       | 3:0 (2:0) | Rusia | Estadio Krestovski, San Petersburgo                     |                                                         |
|                            | Lukaku 10', 88' · Meunier 34' | Reporte   |       | Asistencia: 26 264 espectadores Árbitro(s): Mateu Lahoz | Asistencia: 26 264 espectadores Árbitro(s): Mateu Lahoz |

| 1          | Guardameta     | Thibaut Courtois   |     |
| 2          | Defensa        | Toby Alderweireld  |     |
| 4          | Defensa        | Dedryck Boyata     |     |
| 5          | Defensa        | Jan Vertonghen     | 77' |
| 21         | Centrocampista | Timothy Castagne   | 27' |
| 19         | Centrocampista | Leander Dendoncker |     |
| 8          | Centrocampista | Youri Tielemans    |     |
| 16         | Centrocampista | Thorgan Hazard     |     |
| 14         | Delantero      | Dries Mertens      | 72' |
| 9          | Delantero      | Romelu Lukaku      |     |
| 11         | Delantero      | Yannick Carrasco   | 77' |
| Entrenador | Entrenador     | Roberto Martínez   |     |

| 1          | Guardameta     | Antón Shunin         |     |
| 2          | Defensa        | Mário Fernandes      |     |
| 5          | Defensa        | Andréi Semiónov      |     |
| 14         | Defensa        | Gueorgui Dzhikia     |     |
| 18         | Defensa        | Yuri Zhirkov         | 43' |
| 7          | Centrocampista | Magomed Ozdoev       |     |
| 8          | Centrocampista | Dmitri Bárinov       | 46' |
| 11         | Centrocampista | Román Zobnin         | 63' |
| 17         | Centrocampista | Aleksandr Golovín    |     |
| 23         | Centrocampista | Daler Kuziáyev       | 29' |
| 22         | Delantero      | Artiom Dziuba        |     |
| Entrenador | Entrenador     | Stanislav Cherchésov |     |

| 11 | Defensa        | Thomas Meunier   | 27' |
| 10 | Delantero      | Eden Hazard      | 72' |
| 3  | Defensa        | Thomas Vermaelen | 77' |
| 26 | Centrocampista | Dennis Praet     | 77' |

| 6  | Centrocampista | Denís Chéryshev 29' | 63' |
| 4  | Defensa        | Vyacheslav Karavaev | 43' |
| 3  | Defensa        | Igor Diveyev        | 46' |
| 26 | Centrocampista | Maksim Mujin        | 63' |
| 15 | Delantero      | Alekséi Miranchuk   | 63' |

| Anotado | 10' | Romelu Lukaku  | 1:0 |
| Anotado | 34' | Thomas Meunier | 2:0 |
| Anotado | 88' | Romelu Lukaku  | 3:0 |

| Árbitro                                            | Mateu Lahoz                    |
| Árbitros asistentes                                | Pau Cebrián Devis              |
| Árbitros asistentes                                | Roberto Díaz Pérez del Palomar |
| Cuarto árbitro                                     | Fernando Rapallini             |
| Quinto árbitro                                     | Juan Pablo Belatti             |
| Árbitro asistente de video                         | Alejandro Hernández Hernández  |
| Árbitros asistentes del árbitro asistente de video | João Pinheiro                  |
| Árbitros asistentes del árbitro asistente de video | Íñigo Prieto López de Cerain   |
| Árbitros asistentes del árbitro asistente de video | Juan Martínez Munuera          |

| 1          | Guardameta     | Thibaut Courtois   |     |
| 2          | Defensa        | Toby Alderweireld  |     |
| 4          | Defensa        | Dedryck Boyata     |     |
| 5          | Defensa        | Jan Vertonghen     | 77' |
| 21         | Centrocampista | Timothy Castagne   | 27' |
| 19         | Centrocampista | Leander Dendoncker |     |
| 8          | Centrocampista | Youri Tielemans    |     |
| 16         | Centrocampista | Thorgan Hazard     |     |
| 14         | Delantero      | Dries Mertens      | 72' |
| 9          | Delantero      | Romelu Lukaku      |     |
| 11         | Delantero      | Yannick Carrasco   | 77' |
| Entrenador | Entrenador     | Roberto Martínez   |     |

| 1          | Guardameta     | Antón Shunin         |     |
| 2          | Defensa        | Mário Fernandes      |     |
| 5          | Defensa        | Andréi Semiónov      |     |
| 14         | Defensa        | Gueorgui Dzhikia     |     |
| 18         | Defensa        | Yuri Zhirkov         | 43' |
| 7          | Centrocampista | Magomed Ozdoev       |     |
| 8          | Centrocampista | Dmitri Bárinov       | 46' |
| 11         | Centrocampista | Román Zobnin         | 63' |
| 17         | Centrocampista | Aleksandr Golovín    |     |
| 23         | Centrocampista | Daler Kuziáyev       | 29' |
| 22         | Delantero      | Artiom Dziuba        |     |
| Entrenador | Entrenador     | Stanislav Cherchésov |     |

| 11 | Defensa        | Thomas Meunier   | 27' |
| 10 | Delantero      | Eden Hazard      | 72' |
| 3  | Defensa        | Thomas Vermaelen | 77' |
| 26 | Centrocampista | Dennis Praet     | 77' |

| 6  | Centrocampista | Denís Chéryshev 29' | 63' |
| 4  | Defensa        | Vyacheslav Karavaev | 43' |
| 3  | Defensa        | Igor Diveyev        | 46' |
| 26 | Centrocampista | Maksim Mujin        | 63' |
| 15 | Delantero      | Alekséi Miranchuk   | 63' |

| Anotado | 10' | Romelu Lukaku  | 1:0 |
| Anotado | 34' | Thomas Meunier | 2:0 |
| Anotado | 88' | Romelu Lukaku  | 3:0 |

| Árbitro                                            | Mateu Lahoz                    |
| Árbitros asistentes                                | Pau Cebrián Devis              |
| Árbitros asistentes                                | Roberto Díaz Pérez del Palomar |
| Cuarto árbitro                                     | Fernando Rapallini             |
| Quinto árbitro                                     | Juan Pablo Belatti             |
| Árbitro asistente de video                         | Alejandro Hernández Hernández  |
| Árbitros asistentes del árbitro asistente de video | João Pinheiro                  |
| Árbitros asistentes del árbitro asistente de video | Íñigo Prieto López de Cerain   |
| Árbitros asistentes del árbitro asistente de video | Juan Martínez Munuera          |

| Estadísticas      | Bandera de Bélgica | Bandera de Rusia |
| Tiros             | 9                  | 4                |
| Tiros a puerta    | 4                  | 1                |
| Faltas            | 9                  | 11               |
| Saques de esquina | 2                  | 4                |
| Penaltis          | 0                  | 0                |
| Fueras de juego   | 0                  | 4                |
| Posesión de balón | 62%                | 38%              |

#### Dinamarca vs. Bélgica
| 17 de junio de 2021, 18:00 | Dinamarca  | 1:2 (1:0) | Bélgica                       | Parken Stadion, Copenhague                                |                                                           |
|                            | Poulsen 2' | Reporte   | T. Hazard 57' · De Bruyne 70' | Asistencia: 23 395 espectadores Árbitro(s): Björn Kuipers | Asistencia: 23 395 espectadores Árbitro(s): Björn Kuipers |

| 1          | Guardameta     | Kasper Schmeichel     |     |
| 6          | Defensa        | Andreas Christensen   |     |
| 4          | Defensa        | Simon Kjær            |     |
| 3          | Defensa        | Jannik Vestergaard    | 84' |
| 5          | Defensa        | Joakim Mæhle          |     |
| 18         | Centrocampista | Daniel Wass           | 61' |
| 23         | Centrocampista | Pierre-Emile Højbjerg |     |
| 8          | Centrocampista | Thomas Delaney        | 72' |
| 20         | Delantero      | Yussuf Poulsen        | 61' |
| 14         | Delantero      | Mikkel Damsgaard      | 72' |
| 9          | Delantero      | Martin Braithwaite    |     |
| Entrenador | Entrenador     | Kasper Hjulmand       |     |

| 1          | Guardameta     | Thibaut Courtois   |       |
| 2          | Defensa        | Toby Alderweireld  |       |
| 18         | Defensa        | Jason Denayer      |       |
| 5          | Defensa        | Jan Vertonghen     |       |
| 15         | Centrocampista | Thomas Meunier     |       |
| 8          | Centrocampista | Youri Tielemans    |       |
| 19         | Centrocampista | Leander Dendoncker | 59'   |
| 16         | Centrocampista | Thorgan Hazard     | 90+5' |
| 14         | Delantero      | Dries Mertens      | 46'   |
| 9          | Delantero      | Romelu Lukaku      |       |
| 11         | Delantero      | Yannick Carrasco   | 59'   |
| Entrenador | Entrenador     | Roberto Martínez   |       |

| 15 | Centrocampista | Christian Nørgaard  | 61' |
| 17 | Defensa        | Jens Stryger Larsen | 61' |
| 21 | Delantero      | Andreas Cornelius   | 72' |
| 24 | Centrocampista | Mathias Jensen      | 72' |
| 11 | Delantero      | Andreas Skov Olsen  | 84' |

| 7  | Centrocampista | Kevin De Bruyne  | 46'   |
| 10 | Delantero      | Eden Hazard      | 59'   |
| 6  | Centrocampista | Axel Witsel      | 59'   |
| 3  | Defensa        | Thomas Vermaelen | 90+4' |

| Anotado | 2' | Yussuf Poulsen | 1:0 |

| Anotado | 57' | Thorgan Hazard  | 1:1 |
| Anotado | 70' | Kevin De Bruyne | 1:2 |

| Amonestado | 59' | Daniel Wass      |
| Amonestado | 69' | Mikkel Damsgaard |
| Amonestado | 81' | Mathias Jensen   |

| Amonestado | 90+4' | Thorgan Hazard |

| Árbitro                                            | Björn Kuipers     |
| Árbitros asistentes                                | Sander van Roekel |
| Árbitros asistentes                                | Erwin Zeinstra    |
| Cuarto árbitro                                     | Andreas Ekberg    |
| Quinto árbitro                                     | Mehmet Culum      |
| Árbitro asistente de video                         | Pol van Boekel    |
| Árbitros asistentes del árbitro asistente de video | Kevin Blom        |
| Árbitros asistentes del árbitro asistente de video | Benjamin Pagès    |
| Árbitros asistentes del árbitro asistente de video | François Letexier |

| 1          | Guardameta     | Kasper Schmeichel     |     |
| 6          | Defensa        | Andreas Christensen   |     |
| 4          | Defensa        | Simon Kjær            |     |
| 3          | Defensa        | Jannik Vestergaard    | 84' |
| 5          | Defensa        | Joakim Mæhle          |     |
| 18         | Centrocampista | Daniel Wass           | 61' |
| 23         | Centrocampista | Pierre-Emile Højbjerg |     |
| 8          | Centrocampista | Thomas Delaney        | 72' |
| 20         | Delantero      | Yussuf Poulsen        | 61' |
| 14         | Delantero      | Mikkel Damsgaard      | 72' |
| 9          | Delantero      | Martin Braithwaite    |     |
| Entrenador | Entrenador     | Kasper Hjulmand       |     |

| 1          | Guardameta     | Thibaut Courtois   |       |
| 2          | Defensa        | Toby Alderweireld  |       |
| 18         | Defensa        | Jason Denayer      |       |
| 5          | Defensa        | Jan Vertonghen     |       |
| 15         | Centrocampista | Thomas Meunier     |       |
| 8          | Centrocampista | Youri Tielemans    |       |
| 19         | Centrocampista | Leander Dendoncker | 59'   |
| 16         | Centrocampista | Thorgan Hazard     | 90+5' |
| 14         | Delantero      | Dries Mertens      | 46'   |
| 9          | Delantero      | Romelu Lukaku      |       |
| 11         | Delantero      | Yannick Carrasco   | 59'   |
| Entrenador | Entrenador     | Roberto Martínez   |       |

| 15 | Centrocampista | Christian Nørgaard  | 61' |
| 17 | Defensa        | Jens Stryger Larsen | 61' |
| 21 | Delantero      | Andreas Cornelius   | 72' |
| 24 | Centrocampista | Mathias Jensen      | 72' |
| 11 | Delantero      | Andreas Skov Olsen  | 84' |

| 7  | Centrocampista | Kevin De Bruyne  | 46'   |
| 10 | Delantero      | Eden Hazard      | 59'   |
| 6  | Centrocampista | Axel Witsel      | 59'   |
| 3  | Defensa        | Thomas Vermaelen | 90+4' |

| Anotado | 2' | Yussuf Poulsen | 1:0 |

| Anotado | 57' | Thorgan Hazard  | 1:1 |
| Anotado | 70' | Kevin De Bruyne | 1:2 |

| Amonestado | 59' | Daniel Wass      |
| Amonestado | 69' | Mikkel Damsgaard |
| Amonestado | 81' | Mathias Jensen   |

| Amonestado | 90+4' | Thorgan Hazard |

| Árbitro                                            | Björn Kuipers     |
| Árbitros asistentes                                | Sander van Roekel |
| Árbitros asistentes                                | Erwin Zeinstra    |
| Cuarto árbitro                                     | Andreas Ekberg    |
| Quinto árbitro                                     | Mehmet Culum      |
| Árbitro asistente de video                         | Pol van Boekel    |
| Árbitros asistentes del árbitro asistente de video | Kevin Blom        |
| Árbitros asistentes del árbitro asistente de video | Benjamin Pagès    |
| Árbitros asistentes del árbitro asistente de video | François Letexier |

| Estadísticas      | Bandera de Dinamarca | Bandera de Bélgica |
| Tiros             | 21                   | 6                  |
| Tiros a puerta    | 5                    | 5                  |
| Faltas            | 8                    | 14                 |
| Saques de esquina | 2                    | 4                  |
| Penaltis          | 0                    | 0                  |
| Fueras de juego   | 2                    | 2                  |
| Posesión de balón | 46%                  | 53%                |

#### Finlandia vs. Bélgica
| 21 de junio de 2021, 21:00 | Finlandia | 0:2 (0:0) | Bélgica                   | Estadio Krestovski, San Petersburgo                     |                                                         |
|                            |           | Reporte   | Hrádecký 74' · Lukaku 81' | Asistencia: 18 545 espectadores Árbitro(s): Felix Brych | Asistencia: 18 545 espectadores Árbitro(s): Felix Brych |

| 1          | Guardameta     | Lukáš Hrádecký       |       |
| 22         | Defensa        | Jukka Raitala        |       |
| 4          | Defensa        | Joona Toivio         |       |
| 2          | Defensa        | Paulus Arajuuri      |       |
| 3          | Defensa        | Daniel O'Shaughnessy |       |
| 18         | Defensa        | Jere Uronen          | 70'   |
| 8          | Centrocampista | Robin Lod            | 90+1' |
| 14         | Centrocampista | Tim Sparv            | 59'   |
| 6          | Centrocampista | Glen Kamara          |       |
| 20         | Delantero      | Joel Pohjanpalo      | 70'   |
| 10         | Delantero      | Teemu Pukki          | 90+1' |
| Entrenador | Entrenador     | Markku Kanerva       |       |

| 1          | Guardameta     | Thibaut Courtois |       |
| 4          | Defensa        | Dedryck Boyata   |       |
| 18         | Defensa        | Jason Denayer    |       |
| 3          | Defensa        | Thomas Vermaelen |       |
| 24         | Centrocampista | Leandro Trossard | 75'   |
| 7          | Centrocampista | Kevin De Bruyne  | 90+1' |
| 6          | Centrocampista | Axel Witsel      |       |
| 22         | Centrocampista | Nacer Chadli     |       |
| 25         | Delantero      | Jérémy Doku      | 76'   |
| 9          | Delantero      | Romelu Lukaku    | 84'   |
| 10         | Delantero      | Eden Hazard      |       |
| Entrenador | Entrenador     | Roberto Martínez |       |

| 11 | Centrocampista | Rasmus Schüller | 59'   |
| 10 | Centrocampista | Joni Kauko      | 70'   |
| 17 | Centrocampista | Nikolai Alho    | 70'   |
| 26 | Delantero      | Marcus Forss    | 90+1' |
| 9  | Centrocampista | Fredrik Jensen  | 63'   |

| 15 | Defensa        | Thomas Meunier    | 75'   |
| 23 | Delantero      | Michy Batshuayi   | 76'   |
| 20 | Delantero      | Christian Benteke | 84'   |
| 17 | Centrocampista | Hans Vanaken      | 90+1' |

| Anotado · Autogol | 74' | Lukáš Hrádecký | 0:1 |
| Anotado           | 81' | Romelu Lukaku  | 0:2 |

| Árbitro                                            | Felix Brych          |
| Árbitros asistentes                                | Mark Borsch          |
| Árbitros asistentes                                | Stefan Lupp          |
| Cuarto árbitro                                     | Davide Massa         |
| Quinto árbitro                                     | Stefano Alassio      |
| Árbitro asistente de video                         | Marco Fritz          |
| Árbitros asistentes del árbitro asistente de video | Christian Dingert    |
| Árbitros asistentes del árbitro asistente de video | Christian Gittelmann |
| Árbitros asistentes del árbitro asistente de video | Kevin Blom           |

| 1          | Guardameta     | Lukáš Hrádecký       |       |
| 22         | Defensa        | Jukka Raitala        |       |
| 4          | Defensa        | Joona Toivio         |       |
| 2          | Defensa        | Paulus Arajuuri      |       |
| 3          | Defensa        | Daniel O'Shaughnessy |       |
| 18         | Defensa        | Jere Uronen          | 70'   |
| 8          | Centrocampista | Robin Lod            | 90+1' |
| 14         | Centrocampista | Tim Sparv            | 59'   |
| 6          | Centrocampista | Glen Kamara          |       |
| 20         | Delantero      | Joel Pohjanpalo      | 70'   |
| 10         | Delantero      | Teemu Pukki          | 90+1' |
| Entrenador | Entrenador     | Markku Kanerva       |       |

| 1          | Guardameta     | Thibaut Courtois |       |
| 4          | Defensa        | Dedryck Boyata   |       |
| 18         | Defensa        | Jason Denayer    |       |
| 3          | Defensa        | Thomas Vermaelen |       |
| 24         | Centrocampista | Leandro Trossard | 75'   |
| 7          | Centrocampista | Kevin De Bruyne  | 90+1' |
| 6          | Centrocampista | Axel Witsel      |       |
| 22         | Centrocampista | Nacer Chadli     |       |
| 25         | Delantero      | Jérémy Doku      | 76'   |
| 9          | Delantero      | Romelu Lukaku    | 84'   |
| 10         | Delantero      | Eden Hazard      |       |
| Entrenador | Entrenador     | Roberto Martínez |       |

| 11 | Centrocampista | Rasmus Schüller | 59'   |
| 10 | Centrocampista | Joni Kauko      | 70'   |
| 17 | Centrocampista | Nikolai Alho    | 70'   |
| 26 | Delantero      | Marcus Forss    | 90+1' |
| 9  | Centrocampista | Fredrik Jensen  | 63'   |

| 15 | Defensa        | Thomas Meunier    | 75'   |
| 23 | Delantero      | Michy Batshuayi   | 76'   |
| 20 | Delantero      | Christian Benteke | 84'   |
| 17 | Centrocampista | Hans Vanaken      | 90+1' |

| Anotado · Autogol | 74' | Lukáš Hrádecký | 0:1 |
| Anotado           | 81' | Romelu Lukaku  | 0:2 |

| Árbitro                                            | Felix Brych          |
| Árbitros asistentes                                | Mark Borsch          |
| Árbitros asistentes                                | Stefan Lupp          |
| Cuarto árbitro                                     | Davide Massa         |
| Quinto árbitro                                     | Stefano Alassio      |
| Árbitro asistente de video                         | Marco Fritz          |
| Árbitros asistentes del árbitro asistente de video | Christian Dingert    |
| Árbitros asistentes del árbitro asistente de video | Christian Gittelmann |
| Árbitros asistentes del árbitro asistente de video | Kevin Blom           |

| Estadísticas      | Bandera de Finlandia | Bandera de Bélgica |
| Tiros             | 7                    | 17                 |
| Tiros a puerta    | 1                    | 7                  |
| Faltas            | 6                    | 10                 |
| Saques de esquina | 0                    | 5                  |
| Penaltis          | 0                    | 0                  |
| Fueras de juego   | 0                    | 2                  |
| Posesión de balón | 42%                  | 58%                |

### Bélgica vs. Portugal
| 27 de junio de 2021, 21:00 | Bélgica       | 1:0 (1:0) | Portugal | Estadio de La Cartuja, Sevilla                          |                                                         |
|                            | T. Hazard 42' | Reporte   |          | Asistencia: 11 504 espectadores Árbitro(s): Felix Brych | Asistencia: 11 504 espectadores Árbitro(s): Felix Brych |

| 1          | Guardameta     | Thibaut Courtois  |       |
| 2          | Defensa        | Toby Alderweireld |       |
| 3          | Defensa        | Thomas Vermaelen  |       |
| 5          | Defensa        | Jan Vertonghen    |       |
| 15         | Centrocampista | Thomas Meunier    |       |
| 8          | Centrocampista | Youri Tielemans   |       |
| 6          | Centrocampista | Axel Witsel       |       |
| 16         | Centrocampista | Thorgan Hazard    | 90+5' |
| 7          | Delantero      | Kevin De Bruyne   | 48'   |
| 9          | Delantero      | Romelu Lukaku     |       |
| 10         | Delantero      | Eden Hazard       | 87'   |
| Entrenador | Entrenador     | Roberto Martínez  |       |

| 1          | Guardameta     | Rui Patrício      |     |
| 20         | Defensa        | Diogo Dalot       |     |
| 4          | Defensa        | Rúben Dias        |     |
| 3          | Defensa        | Pepe              |     |
| 5          | Centrocampista | Raphaël Guerreiro |     |
| 8          | Centrocampista | João Moutinho     | 55' |
| 26         | Centrocampista | João Palhinha     | 78' |
| 16         | Centrocampista | Renato Sanches    | 78' |
| 10         | Delantero      | Bernardo Silva    | 55' |
| 7          | Delantero      | Cristiano Ronaldo |     |
| 21         | Delantero      | Diogo Jota        | 70' |
| Entrenador | Entrenador     | Fernando Santos   |     |

| 14 | Delantero      | Dries Mertens      | 48'   |
| 11 | Delantero      | Yannick Carrasco   | 87'   |
| 19 | Centrocampista | Leander Dendoncker | 90+5' |

| 23 | Delantero      | João Félix      | 55' |
| 11 | Centrocampista | Bruno Fernandes | 55' |
| 9  | Delantero      | André Silva     | 70' |
| 13 | Centrocampista | Danilo Pereira  | 78' |
| 5  | Centrocampista | Sérgio Oliveira | 78' |

| Amonestado | 72' | Thomas Vermaelen  |
| Amonestado | 81' | Toby Alderweireld |

| Amonestado | 45' | João Palhinha |
| Amonestado | 51' | Diogo Dalot   |
| Amonestado | 77' | Pepe          |

| Árbitro                                            | Felix Brych          |
| Árbitros asistentes                                | Mark Borsch          |
| Árbitros asistentes                                | Stefan Lupp          |
| Cuarto árbitro                                     | Georgi Kabakov       |
| Quinto árbitro                                     | Martin Margaritov    |
| Árbitro asistente de video                         | Marco Fritz          |
| Árbitros asistentes del árbitro asistente de video | Christian Dingert    |
| Árbitros asistentes del árbitro asistente de video | Christian Gittelmann |
| Árbitros asistentes del árbitro asistente de video | Bastian Dankert      |

| 1          | Guardameta     | Thibaut Courtois  |       |
| 2          | Defensa        | Toby Alderweireld |       |
| 3          | Defensa        | Thomas Vermaelen  |       |
| 5          | Defensa        | Jan Vertonghen    |       |
| 15         | Centrocampista | Thomas Meunier    |       |
| 8          | Centrocampista | Youri Tielemans   |       |
| 6          | Centrocampista | Axel Witsel       |       |
| 16         | Centrocampista | Thorgan Hazard    | 90+5' |
| 7          | Delantero      | Kevin De Bruyne   | 48'   |
| 9          | Delantero      | Romelu Lukaku     |       |
| 10         | Delantero      | Eden Hazard       | 87'   |
| Entrenador | Entrenador     | Roberto Martínez  |       |

| 1          | Guardameta     | Rui Patrício      |     |
| 20         | Defensa        | Diogo Dalot       |     |
| 4          | Defensa        | Rúben Dias        |     |
| 3          | Defensa        | Pepe              |     |
| 5          | Centrocampista | Raphaël Guerreiro |     |
| 8          | Centrocampista | João Moutinho     | 55' |
| 26         | Centrocampista | João Palhinha     | 78' |
| 16         | Centrocampista | Renato Sanches    | 78' |
| 10         | Delantero      | Bernardo Silva    | 55' |
| 7          | Delantero      | Cristiano Ronaldo |     |
| 21         | Delantero      | Diogo Jota        | 70' |
| Entrenador | Entrenador     | Fernando Santos   |     |

| 14 | Delantero      | Dries Mertens      | 48'   |
| 11 | Delantero      | Yannick Carrasco   | 87'   |
| 19 | Centrocampista | Leander Dendoncker | 90+5' |

| 23 | Delantero      | João Félix      | 55' |
| 11 | Centrocampista | Bruno Fernandes | 55' |
| 9  | Delantero      | André Silva     | 70' |
| 13 | Centrocampista | Danilo Pereira  | 78' |
| 5  | Centrocampista | Sérgio Oliveira | 78' |

| Amonestado | 72' | Thomas Vermaelen  |
| Amonestado | 81' | Toby Alderweireld |

| Amonestado | 45' | João Palhinha |
| Amonestado | 51' | Diogo Dalot   |
| Amonestado | 77' | Pepe          |

| Árbitro                                            | Felix Brych          |
| Árbitros asistentes                                | Mark Borsch          |
| Árbitros asistentes                                | Stefan Lupp          |
| Cuarto árbitro                                     | Georgi Kabakov       |
| Quinto árbitro                                     | Martin Margaritov    |
| Árbitro asistente de video                         | Marco Fritz          |
| Árbitros asistentes del árbitro asistente de video | Christian Dingert    |
| Árbitros asistentes del árbitro asistente de video | Christian Gittelmann |
| Árbitros asistentes del árbitro asistente de video | Bastian Dankert      |

| Estadísticas      | Bandera de Bélgica | Bandera de Portugal |
| Tiros             | 6                  | 23                  |
| Tiros a puerta    | 1                  | 4                   |
| Faltas            | 14                 | 9                   |
| Saques de esquina | 0                  | 3                   |
| Penaltis          | 0                  | 0                   |
| Fueras de juego   | 1                  | 3                   |
| Posesión de balón | 44%                | 56%                 |

### Bélgica vs. Italia
| 2 de julio de 2021, 21:00 | Bélgica             | 1:2 (1:2) | Italia                    | Allianz Arena, Múnich                                     |                                                           |
|                           | Lukaku 45+2' (pen.) | Reporte   | Barella 31' · Insigne 44' | Asistencia: 12 984 espectadores Árbitro(s): Slavko Vinčić | Asistencia: 12 984 espectadores Árbitro(s): Slavko Vinčić |

| 1          | Guardameta     | Thibaut Courtois  |     |
| 2          | Defensa        | Toby Alderweireld |     |
| 3          | Defensa        | Thomas Vermaelen  |     |
| 5          | Defensa        | Jan Vertonghen    |     |
| 15         | Centrocampista | Thomas Meunier    | 69' |
| 6          | Centrocampista | Axel Witsel       |     |
| 8          | Centrocampista | Youri Tielemans   | 69' |
| 16         | Centrocampista | Thorgan Hazard    |     |
| 7          | Centrocampista | Kevin De Bruyne   |     |
| 25         | Centrocampista | Jérémy Doku       |     |
| 9          | Delantero      | Romelu Lukaku     |     |
| Entrenador | Entrenador     | Roberto Martínez  |     |

| 21         | Guardameta     | Gianluigi Donnarumma |       |
| 2          | Defensa        | Giovanni Di Lorenzo  |       |
| 19         | Defensa        | Leonardo Bonucci     |       |
| 3          | Defensa        | Giorgio Chiellini    |       |
| 4          | Defensa        | Leonardo Spinazzola  | 79'   |
| 18         | Centrocampista | Nicolò Barella       |       |
| 8          | Centrocampista | Jorginho             |       |
| 6          | Centrocampista | Marco Verratti       | 74'   |
| 14         | Delantero      | Federico Chiesa      | 90+1' |
| 17         | Delantero      | Ciro Immobile        | 74'   |
| 10         | Delantero      | Lorenzo Insigne      | 79'   |
| Entrenador | Entrenador     | Roberto Mancini      |       |

| 14 | Delantero      | Dries Mertens    | 69' |
| 22 | Centrocampista | Nacer Chadli 73' | 69' |
| 26 | Centrocampista | Dennis Praet     | 73' |

| 16 | Centrocampista | Bryan Cristante  | 74'   |
| 9  | Delantero      | Andrea Belotti   | 74'   |
| 11 | Delantero      | Domenico Berardi | 79'   |
| 13 | Delantero      | Emerson          | 79'   |
| 25 | Defensa        | Rafael Tolói     | 90+1' |

| Anotado · Penal | 45+2' | Romelu Lukaku | 1:2 |

| Anotado | 31' | Nicolò Barella  | 0:1 |
| Anotado | 44' | Lorenzo Insigne | 0:2 |

| Amonestado | 21' | Youri Tielemans |

| Amonestado | 20' | Marco Verratti   |
| Amonestado | 90' | Domenico Berardi |

| Árbitro                                            | Slavko Vinčić        |
| Árbitros asistentes                                | Tomaž Klančni        |
| Árbitros asistentes                                | Andraž Kovačič       |
| Cuarto árbitro                                     | Fernando Rapallini   |
| Quinto árbitro                                     | Juan Pablo Belatti   |
| Árbitro asistente de video                         | Bastian Dankert      |
| Árbitros asistentes del árbitro asistente de video | Marco Fritz          |
| Árbitros asistentes del árbitro asistente de video | Christian Gittelmann |
| Árbitros asistentes del árbitro asistente de video | Paweł Gil            |

| 1          | Guardameta     | Thibaut Courtois  |     |
| 2          | Defensa        | Toby Alderweireld |     |
| 3          | Defensa        | Thomas Vermaelen  |     |
| 5          | Defensa        | Jan Vertonghen    |     |
| 15         | Centrocampista | Thomas Meunier    | 69' |
| 6          | Centrocampista | Axel Witsel       |     |
| 8          | Centrocampista | Youri Tielemans   | 69' |
| 16         | Centrocampista | Thorgan Hazard    |     |
| 7          | Centrocampista | Kevin De Bruyne   |     |
| 25         | Centrocampista | Jérémy Doku       |     |
| 9          | Delantero      | Romelu Lukaku     |     |
| Entrenador | Entrenador     | Roberto Martínez  |     |

| 21         | Guardameta     | Gianluigi Donnarumma |       |
| 2          | Defensa        | Giovanni Di Lorenzo  |       |
| 19         | Defensa        | Leonardo Bonucci     |       |
| 3          | Defensa        | Giorgio Chiellini    |       |
| 4          | Defensa        | Leonardo Spinazzola  | 79'   |
| 18         | Centrocampista | Nicolò Barella       |       |
| 8          | Centrocampista | Jorginho             |       |
| 6          | Centrocampista | Marco Verratti       | 74'   |
| 14         | Delantero      | Federico Chiesa      | 90+1' |
| 17         | Delantero      | Ciro Immobile        | 74'   |
| 10         | Delantero      | Lorenzo Insigne      | 79'   |
| Entrenador | Entrenador     | Roberto Mancini      |       |

| 14 | Delantero      | Dries Mertens    | 69' |
| 22 | Centrocampista | Nacer Chadli 73' | 69' |
| 26 | Centrocampista | Dennis Praet     | 73' |

| 16 | Centrocampista | Bryan Cristante  | 74'   |
| 9  | Delantero      | Andrea Belotti   | 74'   |
| 11 | Delantero      | Domenico Berardi | 79'   |
| 13 | Delantero      | Emerson          | 79'   |
| 25 | Defensa        | Rafael Tolói     | 90+1' |

| Anotado · Penal | 45+2' | Romelu Lukaku | 1:2 |

| Anotado | 31' | Nicolò Barella  | 0:1 |
| Anotado | 44' | Lorenzo Insigne | 0:2 |

| Amonestado | 21' | Youri Tielemans |

| Amonestado | 20' | Marco Verratti   |
| Amonestado | 90' | Domenico Berardi |

| Árbitro                                            | Slavko Vinčić        |
| Árbitros asistentes                                | Tomaž Klančni        |
| Árbitros asistentes                                | Andraž Kovačič       |
| Cuarto árbitro                                     | Fernando Rapallini   |
| Quinto árbitro                                     | Juan Pablo Belatti   |
| Árbitro asistente de video                         | Bastian Dankert      |
| Árbitros asistentes del árbitro asistente de video | Marco Fritz          |
| Árbitros asistentes del árbitro asistente de video | Christian Gittelmann |
| Árbitros asistentes del árbitro asistente de video | Paweł Gil            |

| Estadísticas      | Bandera de Bélgica | Bandera de Italia |
| Tiros             | 10                 | 14                |
| Tiros a puerta    | 4                  | 3                 |
| Faltas            | 16                 | 13                |
| Saques de esquina | 9                  | 5                 |
| Penaltis          | 1                  | 0                 |
| Fueras de juego   | 1                  | 2                 |
| Posesión de balón | 46%                | 54%               |

## Estadísticas

### Posiciones

#### Clasificación general
| Equipo | Equipo              | Pts | PJ | PG | PE | PP | GF | GC | Dif | Rend  |
| ------ | ------------------- | --- | -- | -- | -- | -- | -- | -- | --- | ----- |
| 1      | Italia              | 17  | 7  | 5  | 2  | 0  | 13 | 4  | +9  | 81%   |
| 2      | Inglaterra          | 17  | 7  | 5  | 2  | 0  | 11 | 2  | +9  | 81%   |
| 3      | España              | 10  | 6  | 2  | 4  | 0  | 13 | 6  | +7  | 55.6% |
| 4      | Dinamarca           | 9   | 6  | 3  | 0  | 3  | 12 | 7  | +5  | 50%   |
| 5      | Bélgica             | 12  | 5  | 4  | 0  | 1  | 9  | 3  | +6  | 80%   |
| 6      | República Checa     | 7   | 5  | 2  | 1  | 2  | 6  | 4  | +2  | 46.7% |
| 7      | Suiza               | 6   | 5  | 1  | 3  | 1  | 8  | 9  | −1  | 40%   |
| 8      | Ucrania             | 6   | 5  | 2  | 0  | 3  | 6  | 10 | –4  | 40%   |
| 9      | Países Bajos        | 9   | 4  | 3  | 0  | 1  | 8  | 4  | +4  | 75%   |
| 10     | Suecia              | 7   | 4  | 2  | 1  | 1  | 5  | 4  | +1  | 58.3% |
| 11     | Francia             | 6   | 4  | 1  | 3  | 0  | 7  | 6  | +1  | 50%   |
| 12     | Austria             | 6   | 4  | 2  | 0  | 2  | 5  | 5  | 0   | 50%   |
| 13     | Portugal            | 4   | 4  | 1  | 1  | 2  | 7  | 7  | 0   | 33.3% |
| 14     | Croacia             | 4   | 4  | 1  | 1  | 2  | 7  | 8  | −1  | 33.3% |
| 15     | Alemania            | 4   | 4  | 1  | 1  | 2  | 6  | 7  | −1  | 33.3% |
| 16     | Gales               | 4   | 4  | 1  | 1  | 2  | 3  | 6  | –3  | 33.3% |
| 17     | Finlandia           | 3   | 3  | 1  | 0  | 2  | 1  | 3  | −2  | 33.3% |
| 18     | Rusia               | 3   | 3  | 1  | 0  | 2  | 2  | 7  | −5  | 33.3% |
| 19     | Eslovaquia          | 3   | 3  | 1  | 0  | 2  | 2  | 7  | −5  | 33.3% |
| 20     | Hungría             | 2   | 3  | 0  | 2  | 1  | 3  | 6  | −3  | 22.2% |
| 21     | Polonia             | 1   | 3  | 0  | 1  | 2  | 4  | 6  | −2  | 11.1% |
| 22     | Escocia             | 1   | 3  | 0  | 1  | 2  | 1  | 5  | −4  | 11.1% |
| 23     | Macedonia del Norte | 0   | 3  | 0  | 0  | 3  | 2  | 8  | −6  | 0%    |
| 24     | Turquía             | 0   | 3  | 0  | 0  | 3  | 1  | 8  | −7  | 0%    |